# Matej Ninoslav
Matej Ninoslav (en serbio: Матеј Нинослав; fallecido en 1250) fue ban de Bosnia durante el período de 1232-1250. La mayor parte de Bosnia estuvo bajo el control del Reino de Hungría desde 1235 hasta 1241. Ninoslav también fue knez de Split entre 1242 y 1244 durante la guerra civil bosnia; estableció el control de la mayor parte de Bosnia después de la retirada húngara y defendió continuamente el país durante la cruzada bosnia que persiguió a su población hereje. Fue sucedido por su primo, el ban Prijezda, en 1254.

## Biografía

### Gobierno temprano
Antes de su gobierno, en los primeros años de su vida, Ninoslav fue un opositor de la Iglesia bosnia, un fiel partidario húngaro y un devoto católico. Al asumir el poder, sustituyó por la fuerza a su predecesor, Stjepan Kulinić, con la ayuda de los seguidores de la Iglesia bosnia, lo que agrió las buenas relaciones con Serbia.
Durante su gobierno, Ninoslav sirvió como un fiel vasallo húngaro, pero fue muy subestimado durante su reinado. El obispo prenestino Jaime, que servía como legado papal, terminó un negocio en Hungría y llegó a Bosnia para influir en el gobernante para que diera una declaración de que seguiría siendo católico, a pesar de que sus antepasados eran devotos de la Iglesia bosnia. El papa escribió una carta a Ninoslav el 10 de octubre de 1233 en la que garantizaba su integridad y lo ponía bajo su protectorado:

Abrazándote con verdadero amor, tu persona y tu tierra de Bosnia. Te acogemos bajo la protección de san Pedro y de Nosotros con todas las tierras que por derecho posees, y te acompañamos a través de la protección de esta carta, mientras permanezcas en la religión católica...

En la carta también se menciona a su primo krstjani, Prijezda, que volvió a su antigua religión convirtiéndose al catolicismo. Esto no fue suficiente para los emisarios del papa, por lo que Prijezda tuvo que entregar a su hijo como rehén como garantía. El propio Ninoslav tuvo que pedir a Roma la liberación del hijo de su primo.
En 1234, el rey Andrés II de Hungría regaló el título de Ninoslav a su hijo Colomán, quien pasó el título a Prijezda durante las cruzadas entre 1234 y 1239, debilitando la posición de Matej como ban. Al mismo tiempo, el hijo del ex Ban de Bosnia Esteban Kulinić, el príncipe Sibislav de Usora comenzó a inmiscuirse en el territorio de Ninoslav con sus fuerzas, tratando de devolver el título de ban a la Casa de Kulinić. Para empeorar las cosas, el papa no estaba satisfecho con los krstjani en Bosnia, por lo que reemplazó al viejo obispo bosnio, presumiblemente extraviado , en 1233, por un miembro alemán de la orden dominicana, Juan de Wildeshausen. Wildeshausen no fue bien recibido en Bosnia ya que su población no quería un alemán extremadamente celoso como su líder eclesiástico. Los emisarios del Papa a Bosnia se hicieron cada vez más frecuentes a medida que la situación se volvía más tensa. Esto llevó al papa Gregorio IX a convocar una cruzada sobre Bosnia el 17 de octubre de 1234. Esta proclamación tuvo en Roma el mismo significado que las cruzadas en Tierra Santa. El 9 de agosto de 1235, el papa también confirmó el edicto sobre Colomán como legítimo ban de Bosnia.

### Edictos a Dubrovnik
En algún momento entre 1232 y 1235, Matej emitió un edicto para la República de Ragusa, garantizando los antiguos privilegios otorgados a Ragusa por Ban Kulin hacía mucho tiempo. Trataba sobre privilegios comerciales y establecía que, en caso de engaño de un valaco a un serbio, se debía convocar un tribunal bosnio. Pero en caso de engaño de un serbio a un valaco, se debía convocar un tribunal en Ragusa (Dubrovnik). Ninoslav volvió a emitir el edicto para Ragusa el 22 de marzo de 1240, pero lo amplió para incluir un protectorado que garantizara la independencia de Ragusa en caso de un ataque del rey serbio Esteban Vladislav. Este último fue reeditado en marzo de 1249 durante el reinado del rey Esteban Uroš I. En los tres se utilizaban los términos serbios (Srblji) para los bosnios y valacos (Vlasi) para los ragusanos, aunque nunca antes ni después se había empleado esta terminología para los bosnios, ni tampoco la de valacos para los ragusanos por parte de los bosnios. Se cree que la terminología se trajo de documentos serbios a través de la oficina de Dubrovnik (primero escrito por el notario Desoje, y otros dos por el notario Paskal, que previamente había copiado un documento de Esteban I Nemanjić de Serbia).

### El reinado tardío y las cruzadas
Los húngaros reunieron una inmensa fuerza cruzada. Los bosnios no querían renunciar a su religión por otra, bajo la espada húngara, por lo que organizaron la resistencia. Pronto los cruzados, liderados por Colomán, asaltaron Bosnia. Como el ban Matej no tenía fuerzas para oponerse, se retiró a las montañas. La guerra duró casi cinco años y fue agotadora para ambos bandos, como se puede ver en el hecho de que el obispo Wildeshausen rogó al papa que lo relevara de su deber. Ninoslav se defendió acérrimamente, pero el príncipe Sibislav de Usora pronto se unió a la lucha contra Ninoslav. Muchos de los nobles bosnios bajo Sibislav se pasaron al lado húngaro, mientras que otros simplemente estaban demasiado asustados para actuar. El 26 de abril de 1238, parecía que Colomán había destruido la fuerza hereje, informando al papa que Bosnia había sido purificada. El 23 de diciembre de 1238, siguió acumulando victorias contra el bando hereje. Aunque los cruzados lograron invadir libremente las áreas occidentales y Hum, nunca pudieron hacerse con el control permanente de Bosnia. En 1237, el obispo Wildeshausen, considerado incapaz, fue reemplazado por el papa por un dominico húngaro, que llevó a cabo el terror quemando a los bogomilos en la hoguera. Matej tuvo que retirarse a Dubrovnik en 1240, después de que los numerosos cruzados invadieran su reino.
En 1241, los tártaros invadieron Hungría e hirieron de muerte a Colomán en la batalla de Mohi. El rey Bela IV se encontraba en retirada, lo que permitió a Ninoslav recuperar el control sobre la mayor parte de Bosnia. La Iglesia bosnia prevaleció y seguiría desempeñando un papel integral en la política interna de la sociedad bosnia hasta la conquista otomana.

### Conflicto Split-Trogir
En represalia, Ninoslav castigó a los partidarios del papa en toda Bosnia después de que restableciera el control. Su primo, Prijezda, huyó a Hungría . Ninoslav también intervino en la guerra civil en Croacia entre la ciudad leal de Trogir y la rebelde Split, ya que buscaba obtener más posesiones de Split. Se puso del lado de Split, que se rebeló contra el rey Bela IV y eligió a Ninoslav como su nuevo príncipe. El asalto de Split a la ciudad de Trogir fracasó, pero los alrededores de la ciudad fueron devastados. En 1244, el rey Bela envió uno de sus dos ejércitos a Bosnia contra Ninoslav. Ninoslav perdió Split, ya que el ejército húngaro, bajo el mando del ban Dionisio de Eslavonia, junto con las fuerzas de Trogir tomaron la ciudad en el verano de 1244. Se firmó un tratado de paz el 19 de julio de 1244. La amnistía en sí excluyó a los aliados de Split, presentados por Ninoslav. El otro ejército, dirigido por el rey Bela, se dirigió a la ciudad de Glaško, en Bosnia. La campaña militar del rey no perjudicó a Bosnia y el 20 de julio de 1244 se firmó la paz con el ban Ninoslav, sus hermanos y la nobleza, que confirmaba los derechos y las tierras de la Iglesia bosnia. Las negociaciones de Bela duraron en Glaško del 15 al 21 de julio. Matej Ninoslav sólo tuvo que reconocer nominalmente el gobierno húngaro y mantuvo sus posesiones en el extranjero, en Eslavonia. También tuvo que conceder numerosas tierras en la propia Bosnia, reconociendo y manteniendo la organización e infraestructura de la Iglesia católica.

### Propuesta de cruzada contra Ninoslav
La herejía bosnia siguió siendo fuerte, por lo que el rey Bela IV solicitó al papa Inocencio IV que lanzara una nueva cruzada contra Ninoslav en 1247. La situación se volvió muy peligrosa, por lo que Ninoslav escribió al nuevo papa que siempre había sido un católico acérrimo y nunca un hereje. Esto fue confirmado por los delegados del papa que visitaron Bosnia poco después. El papa escribió al arzobispo católico en 1248 declarando que encontraba a Ninoslav un hombre noble y leal a la fe católica, a pesar de la simpatía que recibía de los infieles contra sus antiguos enemigos, y le pidió al arzobispo que no se alzara contra el ban.
Durante el resto de su reinado, Ninoslav se ocupó de los asuntos internos de Bosnia. Su muerte después de 1249, posiblemente en 1250, trajo consigo algunos conflictos por el trono, ya que la Iglesia bosnia deseaba a alguien de su propia esfera de interés y los húngaros deseaban a alguien a quien pudieran controlar fácilmente. Finalmente, el rey Bela IV conquistó y pacificó Bosnia y logró poner al primo católico de Ninoslav, Prijezda, como ban bosnio. El obispo bosnio fue expulsado a Djakovo en Eslavonia y nunca regresó a Bosnia, con lo que la Iglesia católica romana perdió para siempre todos los cimientos importantes en Bosnia.